# Richard Van Allan
Richard Van Allan (Nottingham, 28 maggio 1935 – Londra, 4 dicembre 2008) è stato un basso inglese.

## Biografia
Nato nel Nottinghamshire, cresciuto nel Derbyshire dove ha cantato nel coro della chiesa di Bolsover ha studiato a Worcester (Regno Unito) e successivamente studiato canto al Birmingham Conservatoire.
Al Glyndebourne Festival Opera debutta il 21 maggio 1964 come una delle apparizioni in Macbeth (opera) diretto da Lamberto Gardelli con la London Philharmonic Orchestra e Plinio Clabassi.
Nel 1966 a Glyndebourne è Priest & Armed Man in Die Zauberflöte con George Shirley e Hugues Cuénod cantato anche al Royal Albert Hall di Londra e debutta alla Scottish Opera come Commissario Imperiale/principe Yamadori in Turandot seguito da Don Magnifico ne La Cenerentola e Don Alfonso in Così fan tutte. 
Nel 1967 a Glyndebourne è Osmino ne L'Ormindo di Francesco Cavalli diretto da Raymond Leppard con Cuénod e Jane Berbié e nel 1968 a Glyndebourne è Klaas in Die Entführung aus dem Serail con John Pritchard (direttore d'orchestra), Paolo Montarsolo e Margaret Price, Leporello in Don Giovanni (opera) e Zaretsky in Evgenij Onegin (opera) diretto da Pritchard con Elisabeth Söderström e Cuénod ed alla Scottish Opera Bartolo ne Le nozze di Figaro con la Royal Scottish National Orchestra ed il protagonista in Don Giovanni.
Ancora a Glyndebourne nel 1969 è Osmin in Die Entfuhrung aus dem Serail, Doctor in Pelléas et Mélisande (opera) diretto da Pritchard con Ileana Cotrubaș e Johann in Werther (opera) con Cuénod e nel 1970 Don Alfonso in Così fan tutte, Speaker in Die Zauberflöte con la Cotrubaș e Colonel Jowler nella prima assoluta di The Rising of the Moon di Nicholas Maw diretto da Leppard.
Nel 1971 debutta al Royal Opera House, Covent Garden di Londra come Mandarino in Turandot diretto da Charles Mackerras con James King (tenore) e Birgit Nilsson seguito da Foltz in Die Meistersinger von Nürnberg diretto da Josef Krips con Jess Thomas, Heather Harper e Shirley, Pistola in Falstaff (Verdi) diretto da Aldo Ceccato con Peter Glossop e Regina Resnik, il Sacrestano in Tosca (opera) con Plácido Domingo e Gwyneth Jones e Mr. Flint in Billy Budd (opera) diretto da Mackerras con Thomas Allen e Glossop ed a Glyndebourne Major Domo in Ariadne auf Naxos diretto da Ceccato con la Royal Philharmonic Orchestra e Selim ne Il turco in Italia cantato anche a Edimburgo.
Nel 1972 a Londra è Old Man in King Priam di Michael Tippett con la Harper ed Allen, il dottor Grenvil ne La traviata diretto da Carlo Felice Cillario con Montserrat Caballé, Nicolai Gedda e Glossop, Pantheus in Les Troyens con Colin Davis (direttore d'orchestra), Jessye Norman e Jon Vickers ed Alfonso in Così fan tutte con Pilar Lorengar ed Edith Mathis, in Edinburgh Osmin in Die Entfuhrung aus dem Serail nella trasferta del Teatro Sadler's Wells di Londra ed a Glyndebourne Bassa Selim in Die Entfuhrung aus dem Serail diretto da Bernard Haitink per la televisione.
Ancora a Londra nel 1973 è Zaccaria in Nabucco con Glossop e Robert Lloyd, Doctor in Wozzeck, Zuniga in Carmen (opera) diretto da Georg Solti con Allen, Kiri Te Kanawa, Domingo, Shirley Verrett e José van Dam, Orestes' Tutor in Elettra (Strauss) diretto da Rudolf Kempe con la Harper e Leporello in Don Giovanni diretto da Colin Davis con Margaret Price, Cesare Siepi, la Te Kanawa e Lloyd e nel 1974 il Re in Aida con Domingo, il primo Nazareno in Salomè (opera) diretto da Christoph von Dohnányi con la Jones, Foreman in Jenůfa diretto da Mackerras con Amy Shuard, Zaretsky in Eugene Onegin diretto da Seiji Ozawa, Colline ne La bohème con Veriano Luchetti ed Allen, Nikitích in Boris Godunov (opera) diretto da Yuri Ahronovich con Lloyd e Boris Christoff e Figaro ne Le nozze di Figaro diretto da Pritchard con Margaret Price.
Nel 1975 a Londra è il Bonzo in Madama Butterfly con José Carreras, Ferrando ne Il trovatore diretto da Anton Guadagno con la Caballé, One-Armed in Die Frau ohne Schatten diretto da Solti con King, la Harper ed Helga Dernesch e Silvano in Un ballo in maschera con Reri Grist, Carlo Bergonzi e Sherrill Milnes ed all'Opéra National de Paris Masetto in Don Giovanni diretto da Solti con Kurt Moll, Edda Moser, la Te Kanawa e la Berbié.
Nel 1976 a Londra è Quince in Sogno di una notte di mezza estate (opera) di Britten con James Bowman (controtenore), Lloyd e Josephine Barstow e Calkas in Troilus and Cressida di William Walton con Janet Baker e Lloyd, a Parigi Don Alfonso in Così fan tutte diretto da Mackerras con la Te Kanawa, la Berbié e Tom Krause ed a San Diego Baron Ochs in Der Rosenkavalier.
Nel 1977 a Londra è Cuno in Der Freischütz diretto da Colin Davis con Moll, Lucia Popp e Lloyd, il Marchese d'Obigny ne La traviata con Sylvia Sass, Lloyd, Alfredo Kraus e Renato Bruson e Cecil in Maria Stuarda (opera) diretto da Richard Bonynge con Huguette Tourangeau e Joan Sutherland ed a Glyndebourne Trulove in The Rake's Progress diretto da Haitink con Felicity Lott, Samuel Ramey e Rosalind Elias.
Nel 1978 a Londra è Wurm in Luisa Miller diretto da Lorin Maazel con Katia Ricciarelli, Luciano Pavarotti, Leo Nucci, Lloyd ed Elizabeth Connell e Don Pedro ne L'africana diretto da Peter Maag con Margherita Rinaldi, Domingo, Grace Bumbry e Silvano Carroli e nel 1979 a Glyndebourne è Melibeo ne La fedelta premiata di Joseph Haydn diretto da Haitink con Kathleen Battle ed Allen.
Nel 1981 a Londra è The Theatre Director in Lulu (opera) diretto da Colin Davis ed a Cardiff Grigoris in The Greek Passion di Bohuslav Martinů diretto da Mackerras e nel 1982 a Glyndebourne è Tchelio ne L'amore delle tre melarance diretto da Haitink con Ugo Benelli.
Ancora a Londra nel 1983 è Abimelech in Samson et Dalila diretto da Georges Prêtre con Vickers e la Verrett e Cesare Angelotti in Tosca con Giacomo Aragall e la Jones, Chamberlaine in Le rossignol e Tree in L'Enfant et les sortilèges e nel 1984 Mathieu in Andrea Chénier (opera) con Bernd Weikl e Carreras.
Nel 1985 a Londra è Capellio ne I Capuleti e i Montecchi con Tatiana Troyanos e la Ricciarelli ed a Glyndebourne Superintendent Budd in Albert Herring di Benjamin Britten diretto da Haitink con Alan Opie.
Nel 1987 a Londra è A Music Master in Ariadne auf Naxos diretto da Colin Davis con Ann Murray, Edita Gruberová ed Anna Tomowa-Sintow e debutta al Metropolitan Opera House di New York come Count des Grieux in Manon (Massenet) diretto da Manuel Rosenthal con Catherine Malfitano e Gino Quilico.
Nel 1988 è Crespel in Les contes d'Hoffmann nella trasferta del Metropolitan a Tokyo, Nagoya ed Osaka diretto da James Levine con Domingo e Figaro ne Le nozze di Figaro con Thomas Hampson (cantante), Anne Sofie von Otter e Michel Sénéchal a New York ed a Glyndebourne è Pistola in Falstaff diretto da Haitink con Claudio Desderi e Superintendet Budd in Albert Herring nella trasferta al Teatro Municipale (Reggio Emilia) ed al Teatro Olimpico (Roma).
Nel 1989 a Londra è Superintendent Budd in Albert Herring diretto da Roger Norrington e Dottor Bartolo ne Le nozze di Figaro diretto da Haitink con Allen, Carol Vaness e Desderi.
Nel 1990 a Metropolitan è Don Alfonso in Così fan tutte diretto da Levine con la Vaness, Jerry Hadley, la Troyanos e Hampson.
Nel 1991 a Londra è Comte de Saint-Bris in Les Huguenots con Jennifer Larmore.
Nel 1993 è abbott nella prima assoluta di Inquest of Love di Jonathan Harvey (compositore) diretto da Mark Elder al Coliseum Theatre di Londra e Somarone in Béatrice et Bénédict con Andrew Davis (direttore d'orchestra), Dawn Upshaw, la von Otter e Hadley al Royal Festival Hall di Londra per Glyndebourne.
Nel 1994 a Londra è De Brétigny in Manon diretto da Colin Davis con Lloyd e Barone Douphol ne La traviata diretto da Solti con Angela Gheorghiu e Nucci.
Nel 1998 è Immigration Officer nella prima assoluta di Flight di Jonathan Dove a Glyndebourne.
Nel 2001 viene insignito dell'Ordine dell'Impero Britannico.

## Discografia parziale
- Mozart: Così fan tutte - Stuart Burrows/Thomas Allen/Richard Van Allan/Dame Kiri Te Kanawa/Agnes Baltsa/Daniela Mazzuccato/Chorus & Orchestra of the Royal Opera House/Sir Colin Davis (direttore d'orchestra), Opus Arte
- Mozart: Così Fan Tutte - Dame Janet Baker/Montserrat Caballé/Nicolai Gedda/Sir Colin Davis/Wladimiro Ganzarolli/Ileana Cotrubaș, 1974 Philips - Grammy Award for Best Opera Recording 1976
- Mozart: Don Giovanni - Bernard Haitink/Richard Van Allan/Thomas Allen/Maria Ewing/Elizabeth Gale/Glyndebourne Chorus/Dimitri Kavrakos/Keith Lewis/London Philharmonic Orchestra/John Rawnsley/Carol Vaness, 1984 EMI
- Puccini, Tosca - Rescigno/Freni/Pavarotti/Allan, 1979 Decca
- Puccini: Manon Lescaut - Ambrosian Opera Chorus/Bruno Bartoletti/Montserrat Caballé/New Philharmonia Orchestra/Plácido Domingo, 1972 EMI Warner

## DVD
- Britten: Billy Budd (ENO, 1988) - Thomas Allen/Richard van Allan/English National Opera, Arthaus Musik
- Britten: Gloriana (ENO, 1984) - Arthaus Musik
- Britten: The Rape of Lucretia (ENO, 1987) - Arthaus Musik
- Ciaikovsky, Eugene Onegin - Solti/Ghiaurov/Kubiak/Weikl, 1974 Decca
- Purcell: The Fairy Queen (ENO, 1995) - Arthaus Musik
- Stravinsky: The Rake's Progress (Glyndebourne, 1975) - Felicity Lott/Richard van Allan/Samuel Ramey/Rosalind Elias/Bernard Haitink, Arthaus Musik
- Verdi, Traviata - Solti/Gheorghiu/Lopardo/Nucci, 1994 Decca